# The Vanishing of Ethan Carter
The Vanishing of Ethan Carter är ett äventyrsspel skapat av den Warszawabaserade polska oberoende indiespelutvecklaren The Astronauts. Spelet släpptes i september 2014.

## Handling
Spelets handling kretsar kring en detektiv med paranormala krafter, Paul Prospero, som undersöker den fiktiva platsen Red Creek Valley. I spelets början mottar Paul ett brev från en ung pojke vid namn Ethan Carter som verkar vara i fara. Det faller på detektiven att utforska området och dess mysterier.

## Spelmekanik
The Vanishing of Ethan Carter utspelar sig i en öppen värld som kan utforskas fritt och icke-linjärt. Spelaren kan också använda detektivens övernaturliga färdigheter för att lösa olika brott genom att kommunicera med mordoffer och förnimma var viktiga föremål kan finnas. 
Spelet har klassificerats inom den ibland nedsättande genren promenadsimulator.

## Om spelet
Spelet fokuserar på atmosfär, stämning, karaktärsskildring och berättande. Det har hämtat inspiration från författare som Raymond Chandler, Algernon Blackwood, Stefan Grabinski och H. P. Lovecraft.
The Vanishing of Ethan Carter fick 2015 pris av British Academy of Film and Television Arts som årets mest innovativa spel .